# Danderyds sjukhus (metrostation)
Danderyds sjukhus is een station van de metro van Stockholm in de gemeente Danderyd. Het wordt bediend door lijn T14 van de rode route en is gelegen tussen de stations  Bergshamra en  Mörby Centrum op 10,1 kilometer ten noorden van Slussen.
Het station werd geopend 29 januari 1978 en ligt 7 meter onder de grond voor de ingang van het ziekenhuis van Danderyd. Het station kent een eilandperron met aan beide uiteinden een verdeelhal. De noordelijke verdeelhal biedt direct toegang tot het ziekenhuis, de zuidelijke verdeelhal komt uit bij het regionale busstation met busdiensten naar verschillende bestemmingen in Roslagen. Op loopafstand ligt, aan de andere kant van de autosnelweg, het station Mörby van de Roslagsbanan.
Volgens de langetermijnplannen van de metro zal het station het noordelijke eindpunt worden van lijn T15 van de gele route. Dit zal echter niet voor 2030 worden gerealiseerd. 

## Kunst
Oorspronkelijk waren de wanden langs de perronsporen eenvoudig geschilderd in grijs en hemelsblauw. Aan het eind van de twintigste eeuw werd dit vervangen door kunst, die inmiddels ook weer is vervangen. 
De huidige kunst in en rond het station is het werk van drie kunstenaars:
- Klara Källström: 
  - fotografische druk op email op de wanden langs de perronsporen, aangebracht in 2008.
- Hertha Hillfon:
  - kunst aan de muren, vloeren en pilaren rond het thema "medicinale planten en symbolen in de folklore" in de tunnel naar het ziekenhuis, aangebracht in 1978
- Pierre Olofsson: 
  - "Livets träd" (Levensboom), een compositie van gips en kunststeen op de muur van de onderdoorgang naar het busstation, aangebracht in 1980.
  - "Duo", beeldhouwwerk in de wachtkamer van het busstation, geplaatst in 1992.

## Martin Beck
Een belangrijke scène uit de film Lockpojken uit 1997 werd opgenomen in het station. 
Fruängen·
Västertorp·
Hägerstensåsen·
Telefonplan ·
Midsommarkransen ·
Liljeholmen ·
Hornstull ·
Zinkensdamm ·
Mariatorget ·
Slussen ·
Gamla Stan ·
T-Centralen ·
Östermalmstorg ·
Stadion ·
Tekniska högskolan ·
Universitetet ·
Bergshamra ·
Danderyds sjukhus ·
Mörby centrum